# Balthasar van der Pol

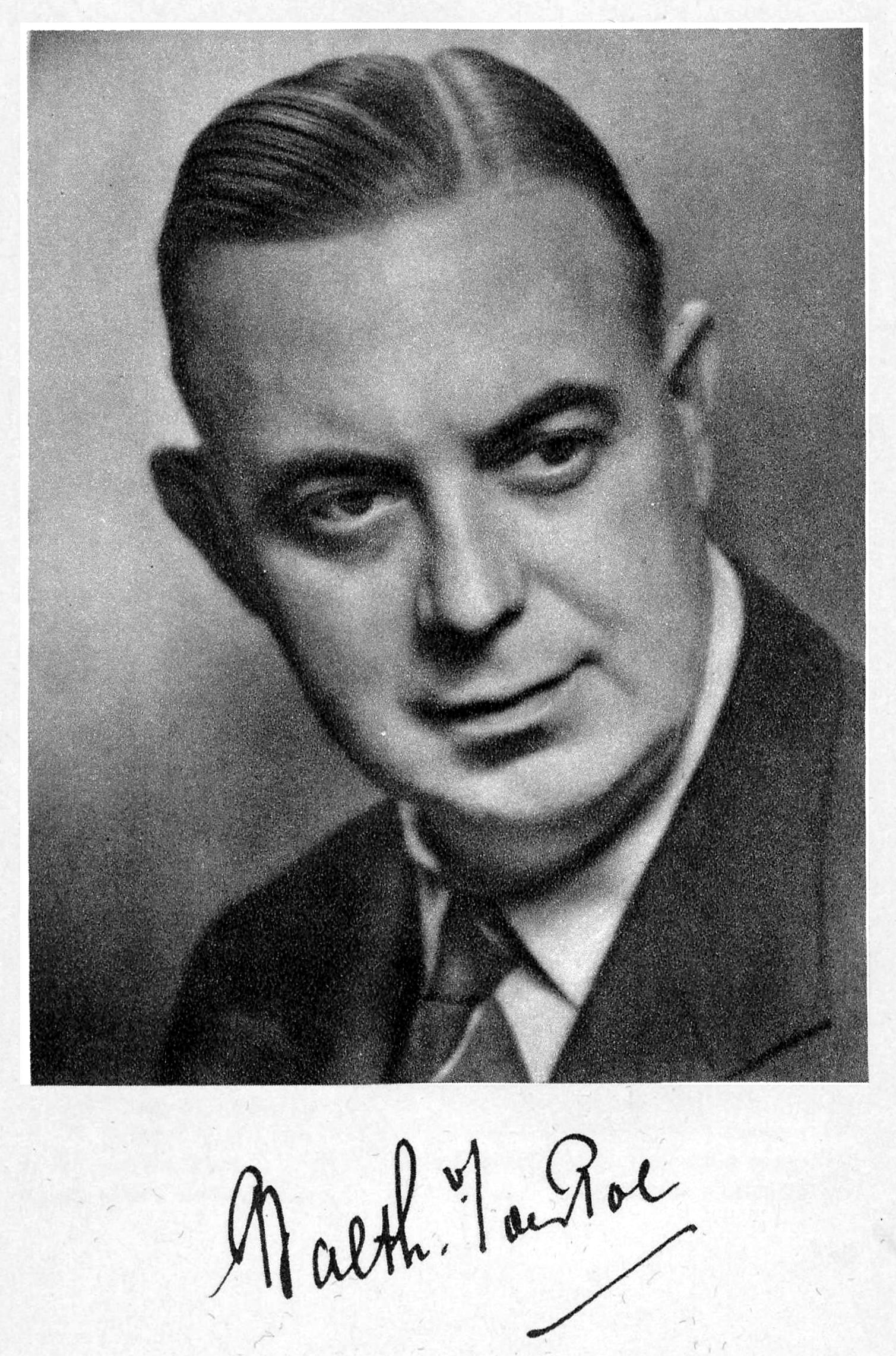
Prof. Dr. B. van der Pol, 1939

Balthasar van der Pol (* 27. Januar 1889 in Utrecht; † 6. Oktober 1959 in Wassenaar) war ein niederländischer Elektroingenieur und Physiker, der grundlegende Arbeiten zum deterministischen Chaos lieferte.
Von 1911 bis 1916 studierte Pol an der Universität Utrecht Mathematik und Physik und von 1916 bis 1917 bei John Ambrose Fleming am University College London. Ferner studierte er experimentelle Physik bei dem Nobelpreisträger Sir Joseph John Thomson am Cavendish-Laboratorium in Cambridge. 1920 promovierte er cum laude in Utrecht. Danach ging er an das naturwissenschaftliche Forschungsinstitut von Philips in Eindhoven, wo er zeit seines Berufslebens bis 1949 blieb. Er erhielt Ehrendoktoren in Warschau und Genf.
Im Jahre 1920 veröffentlichte er eine Arbeit über nichtlineare Schwingungen am Triodengitter. Darin ist die heute noch nach ihm benannte nichtlineare Differentialgleichung zum ersten Male angegeben. Er war der erste, welcher die Frequenzmodulation für die Nachrichtenübermittlung vorschlug und gab einen einfachen Beweis des Heavisideschen Entwicklungssatzes der Operatorenrechnung.
Er war nicht nur Zeitgenosse, sondern auch der Freund berühmter Männer wie Hendrik Antoon Lorentz und J.J. Thomson. Als Leiter des Philips Forschungslaboratoriums für Radiowesen bestimmte er maßgeblich die technische Entwicklung auf diesem Gebiet. Auf Grund der klaren Ausdrucksweise sind seine Abhandlungen als zeitlos anzusehen und auch heute noch für das Grundlagenstudium von hohem Wert.
1949 wurde er zum auswärtigen Mitglied der Königlich Niederländischen Akademie der Wissenschaften gewählt. Seit 1957 war er korrespondierendes Mitglied der Académie des sciences.
siehe auch: Van-der-Pol-System

## Werke
- Balth. van der Pol & J van der Mark (1928): The Heartbeat considered as a Relaxation oscillation, and an Electrical Model of the Heart. Phil. Mag. Suppl. No. 6 pp 763–775
- Van der Pol & Bremmer: Operational Calculus. Cambridge 1964
- Selected Scientific Papers: North-Holland Publishing Company 1960;Two volumes